# Tamlyn Tomita
Tamlyn Naomi Tomita (Japans: タムリン・トミタ) (Okinawa, 27 januari 1966) is een Japans-Amerikaanse actrice.

## Biografie
Tomita werd geboren in Okinawa, toen haar familie naar Amerika emigreerde werd haar vader een politieagent bij de Los Angeles Police Department. Tomita doorliep de high school aan de Granada Hills High School in San Fernando Valley. Hierna ging zij geschiedenis studeren aan de Universiteit van Californië - Los Angeles.

## Filmografie

### Films
Selectie:
- 2008 The Eye - als mrs. Cheung
- 2006 Only the Brave – als Mary Takata
- 2005 Jane Doe: Now You See It, Now You Don't – als Helen Morriston
- 2004 The Day After Tomorrow – als Janet Tokada
- 1995 Four Rooms – als echtgenote
- 1986 The Karate Kid Part II – als Kumiko

### Televisieseries
Uitgezonderd eenmalige gastrollen.
- 2023 Monarch: Legacy of Monsters - als Caroline - 3 afl.
- 2018-2021 Cobra Kai - als Kumiko - 4 afl.
- 2020 Star Trek: Picard - als Commodore Oh - 6 afl.
- 2018-2019 The Man in the High Castle - als Tamiko Watanabe - 6 afl.
- 2017-2019 The Good Doctor - als Allegra Aoki - 37 afl.
- 2014-2017 Teen Wolf - als Noshiko Yukimura - 16 afl.
- 2016 Berlin Station - als Sandra Abe - 10 afl.
- 2015 Chasing Life - als dr. Mae Lin - 5 afl.
- 2014-2015 How to Get Away with Murder - als rechter Carol Morrow - 2 afl.
- 2014 Resurrection – als dr. Catherine Willis – 5 afl.
- 2013 True Blood – als ms. Suzuki – 2 afl.
- 2012 Hollywood Heights – als Sarah Medeiros – 2 afl.
- 2011-2012 Glee – als Julia Chang – 3 afl.
- 2012 Days of our Lives – als dr. Ellen Yu – 8 afl.
- 2010-2011 Law & Order: Los Angeles – als Miwako Nishizawa – 10 afl.
- 2008-2010 Heroes – als Ishi Nakamura – 2 afl.
- 2006-2009 Eureka – als Kim Anderson – 5 afl.
- 2008-2009 General Hospital – als Giselle – 6 afl.
- 2006-2008 Stargate Atlantis – als Shen Xiaoyl – 2 afl.
- 2006 Stargate SG-1 – als Shen Xiaoyl – 2 afl.
- 2004-2005 North Shore – als Xao – 2 afl.
- 2002-2003 24 – als Jenny Dodge – 5 afl.
- 2003 The Agency – als Elizabeth de gijzelneemster – 2 afl.
- 2002-2003 JAG – als luitenant-commandant Tracy Manetti – 7 afl.
- 2001 Medical Examiners – als dr. Grace Yakura – 3 afl.
- 2000 Nash Bridges – als Amy Chin – 2 afl.
- 1996-1997 The Burning Zone – als dr. Kimberly Shiroma – 11 afl.
- 1995 Sisters – als Kiri Adams – 2 afl.
- 1987-1988 Santa Barbara – als Ming Li – 31 afl.

- Gemeinsame Normdatei: 1150896728
- International Standard Name Identifier: 0000 0000 6017 023X
- Library of Congress Control Number: no97033703
- MusicBrainz: f96d24ae-8015-4fe7-9b5c-0a8cbfb9b447
- Nationale Bibliotheek van Israël: 987007605066805171
- Virtual International Authority File: 87024499
- WorldCat: E39PBJd3HQxG3KTp8HvHHhYXVC